# Basílica de Sant Domènec (Siena)
Basílica de Sant Domènec (també anomenada Basílica Cateriniana San Domenico) és una església mendicantana a Siena. Està dedica al fundador de l'Ordre Dominicana, però també està estretament associat amb l'adoració de Santa Caterina de Siena. La designació com "basílica" no es refereix al tipus d'edifici, però a qui li va conferir fins a 1927 rang eclesiàstic d'una basílica menor.
La Villa della Sapienza desemboca en la plaça en que s'aixeca la basílica de Sant Doménec. Aquest edifici religiós es començà el 1225, pocs anys després de l'avinguda a Siena de sant Domènec de Guzmán (1215?), el predicador espanyol que fundà l'orde dels Dominics. El terreny per a edificar l'església havia estat donat precisament als religiosos d'aquesta orde el 1225 per Fortebraccio Malavolti, i les despeses foren pagades en bona part per l'Ajuntament de Siena i amb les almoines recollides. L'església i el convent dominic degueren ser acabats vers 1262/65. A mitjan segle següent l'església fou ampliada notablement, com indica la seva estructura plenament gòtica, tant en la nau central com en el braç transversal. Per tant, la basílica que encara avui es pot admirar, en les seves línies estilístiques generals es remunta al segle xiv, malgrat haver sofert desastroses vicissituds, començant per l'incendi de 1443 que la destruí quasi per complet, i pel de 1531 que des d'una capella es propagà a quasi tota l'església. El seu interior presenta una armadura de coberta triangulada, de fusta, i una sola nau gran segons els cànons monàstics de l'Orde de Predicadors, per a què cap estructura servis d'obstacle als fidels ni al predicador.

## Capella de les Voltes
A la Capella de les Voltes -relacionada des de sempre amb el culte a la santa sienesa- fou transportat el 1667 el fresc que representa a Santa Caterina i una devota. aquesta pintura, atribuïda de manera unànime a Andrea Vanni (el qual l'executà entre 1375 i 1398), és l'única que resta de les realitzades en els temps de la santa; se'l considera, doncs, com un autèntic retrat de Santa Caterina, ja que Vanni, al qual la religiosa li escriví tres cartes, fou a més un fidel seguidor de la santa.

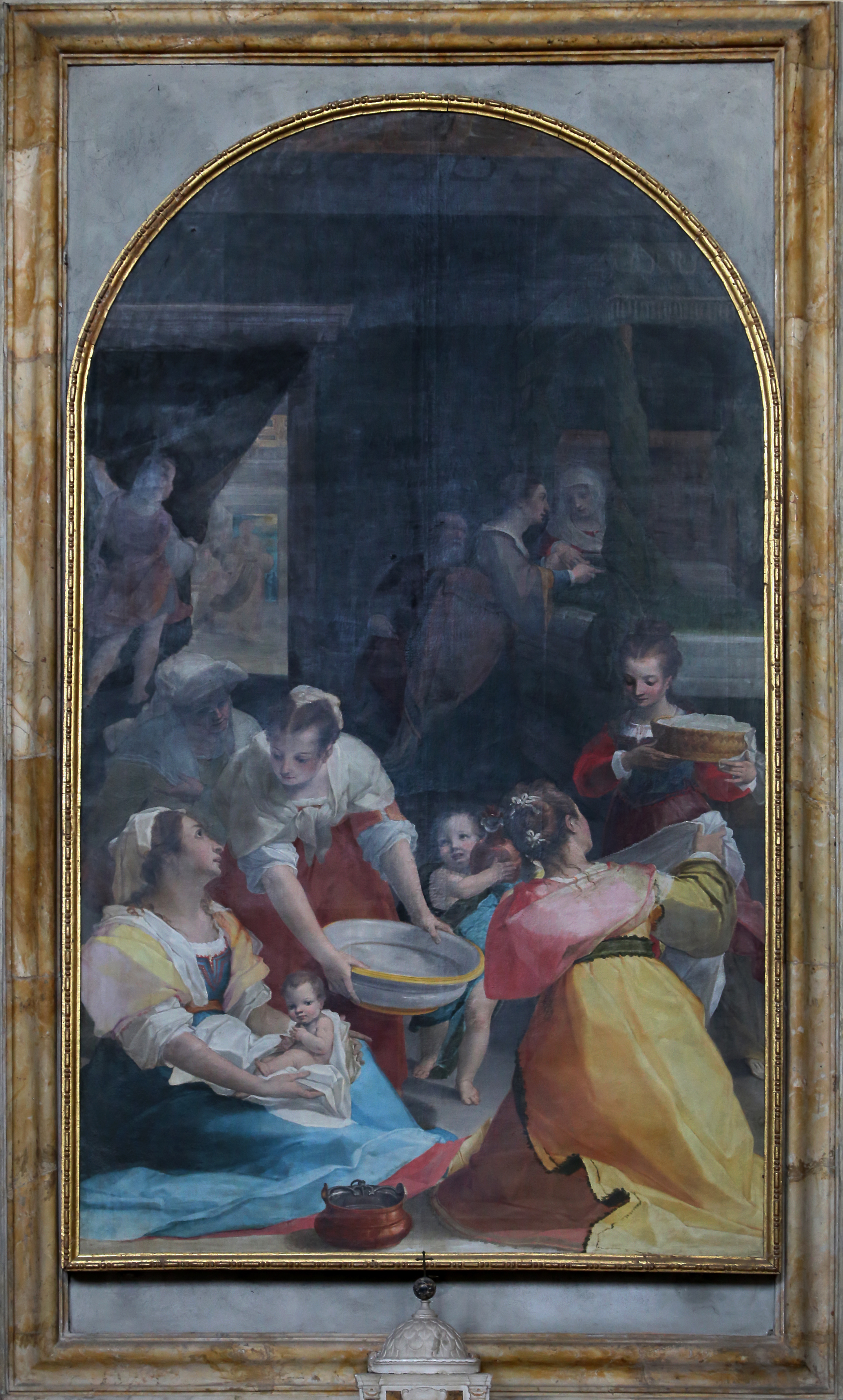
Nativitat de la Verge de Casolani

Després de la Capella de les Voltes, en la paret dreta de l'església hi ha una successió d'admirables obres d'art com, per exemple, la Nativitat de la Verge una de les obres més belles d'Alessandro Casolani i, segons l'opinió de molts, la seva obra mestra (1584).

## Capella de Santa Caterina
La Capella de Santa Caterina de Siena fou encarregada per Niccolò Bensi, el 1460. Conserva sobre l'altar la testa de la cèlebre santa, transportada des de Roma a Siena el 1384. El magnífic altar de marbre, en el centre del qual si venera el cap de la santa, fou esculpit vers el 1469 per Giovanni di Stefano. La relíquia es troba en el buit central, protegida per una reixa daurada; en l'exterior, a la dreta i a l'esquerra, hi ha dos àngels esculpits que sostenen sengles canelobres; sobre l'obertura hi ha una delicadíssima imatge de la santa, de mig cos i envoltada de querubins. La capella està revestida
sencerament de frescos i olis sobre mur. Començà el 1526 Il Sodoma pintant, als costats de l'altar, el Desmai de Santa caterina i l'Èxtasi (ho visió eucarística) de la Santa es tracta de dues cèlebres obres d'aquest ardent pintor, que assoli conjugar un dibuix perfecte i una sàvia combinació de colors amb efectes d'apassionant congoixa, sense caure mai amb l'esllanguiment il·lustratiu. Malgrat el reduït espai, l'artista desenvolupa les dues escenes amb solemnitat compositiva, dilatant les formes perquè les imatges adquireixin una grandiosa i silenciosa monumentalitat.

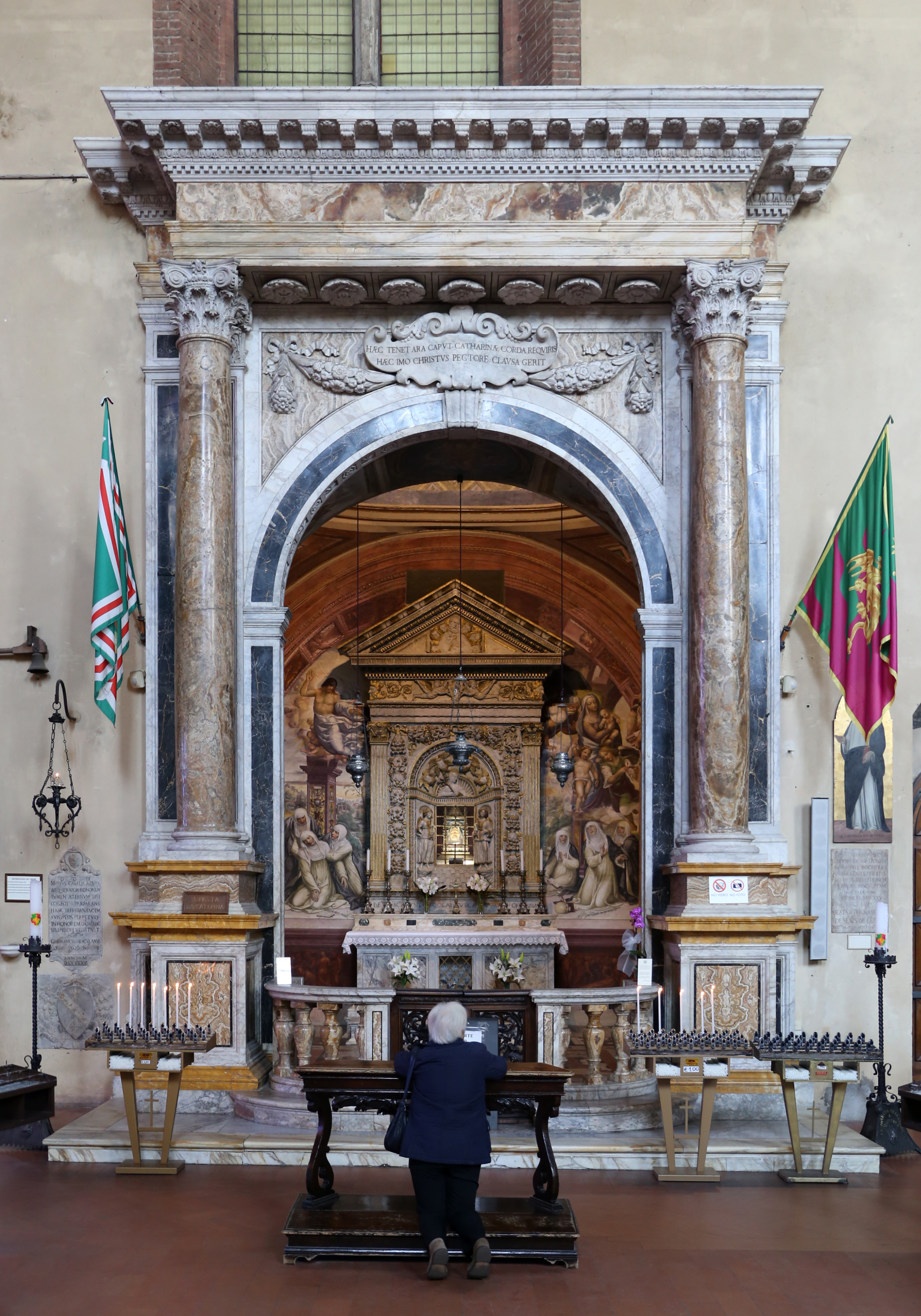
Capella de Santa catrina

Més enllà de la capella, adossada a la paret, s'hi troba la fusta que representa l'Adoració dels Pastors, de Francesco di Giorgio; la pintura té un excepcional interès no sols per la qualitat, sinó també perquè és una de les poques obres pictòriques d'aquest gran arquitecte, escultor i pintor sienès. Realitzada al voltant de 1475/80, l'obra mostra que els seus autor ja està lluny del cercle de Neroccio de' Landi i que ara sent la influència directa d'Andrea del Verrocchio, en el traç marcat i el paisatge de tendències clàssiques i, en general, amb un realisme i una energia que també trobem en l'altre bellíssim quadre de Francesco di Giorgio Martini que representa la Nativitat (Pinacoteca de Siena), elements tots que s'amalgamen en l'art del Renaixement florentí de la segona meitat del segle xv, en el moment sublim de la formació de Leonardo.
En la cinquena capella, on es venera el gran retaule de Guido da Siena (vers 1265/70), hi dues obres mestres sobre fusta de l'antic art sienès: la primera representa a la Verge entronitzada amb el Nen i Àngels, els Sants Gregori, Jeroni, Sebastià i Jaume, és una de les millors obres de Benvenuto di Giovanni (1483), amb colors terços com marbres preciosos que donen relleu a les grans figures, el segon representa a Santa Bàrbara en el tron entre la Magdalena i Santa Caterina d'Alexandria. Tal vegada és l'obra mestra absoluta de Matteo di Giovanni (1479), en la que una restauració recent ha posat en evidència l'admirable delicadesa del dibuix i una transparència cromàtica mai assolida tant intensament pel gran artista sienès.
En la lluneta que està més amunt, el mateix Matteo executà l'encantadora Adoració dels Reis Mags. La paret esquerra de la nau central de la basílica ofereix nombroses obres d'art, començant per la petita taula en el primer altar de Francesco di Vannuccio (vers 1370/80), abans atribuïda a Paolo di Giovanni Fei: representa a la Verge amb el Nen i forma part de la taula major pintada per Il Sodoma amb el Pare Etern i els Sants Vicenç, Ludovic, Caterina de Siena i Sebastià, a sota, sobre la taula de l'altar, hi ha una gran base de retaule amb !5 escenes del Nou Testament, obra d'una artista sienès desconegut del segle xv amb reminiscències de Beccafumi i Brusasorci.